# Prentice Hall
Prentice Hall va ser un important editor educatiu nord-americà. Va publicar contingut imprès i digital per al mercat d'educació de 6 a 12 anys i superior. Va ser una empresa independent durant la major part del segle xx. En els darrers anys va ser propietat de Savvas Learning Company, i després va ser absorbida per la companyia. A l'era del web, va distribuir els seus títols tècnics a través del servei de referència electrònica Safari Books Online durant alguns anys.

## Història
El 13 d'octubre de 1913, el professor de dret Charles Gerstenberg i el seu alumne Richard Ettinger van fundar Prentice Hall. Gerstenberg i Ettinger van prendre els noms de soltera de les seves mares, Prentice i Hall, per anomenar la seva nova empresa. Aleshores, el nom s'anomenava habitualment com a Prentice-Hall (com es veu, per exemple, a moltes pàgines de títol), segons una norma ortogràfica per als elements de coordenades dins d'aquests compostos (compareu també McGraw-Hill amb l'estil posterior com McGraw Hill). Prentice-Hall es va fer conegut com a editor de llibres comercials d'autors com Norman Vincent Peale; llibres de text de primària, secundària i universitat; serveis d'informació de fulls solts; i llibres professionals. Prentice-Hall va adquirir el proveïdor de formació Deltak el 1979.
Prentice-Hall va ser adquirida per Gulf+Western el 1984 i va passar a formar part de la divisió editorial d'aquesta companyia Simon & Schuster. S&S va vendre diverses filials de Prentice-Hall: Deltak i Resource Systems es van vendre al National Education Center. Reston Publishing es va tancar.
El 1989, Prentice Hall Information Services es va vendre a Macmillan Inc. El 1990, Prentice Hall Press, una editorial de llibres comercials, es va traslladar a Simon & Schuster Trade i la referència i viatges de Prentice Hall es va traslladar a la unitat de mercat massiu de Simon & Schuster. La publicació dels llibres de comerç va acabar el 1991. El 1994, el successor de Gulf+Western Paramount va ser venut a Viacom. Prentice Hall Legal & Financial Services es va vendre a CSC Networks i CDB Infotek. Wolters Kluwer va adquirir Prentice Hall Law & Business. La divisió educativa de Simon & Schuster, inclosa Prentice Hall, va ser venuda a Pearson plc per Viacom, successor de G+W, el 1998. Posteriorment, Pearson va absorbir els títols d'educació superior i de referència tècnica de Prentice Hall a Pearson Education. Pearson va vendre la seva publicació educativa K-12 als Estats Units el 2019; la divisió va passar a anomenar-se Savvas Learning. Els títols de K-12 i de l'escola de Prentice Hall es van absorbir a Savvas Learning juntament amb els dominis web de Prentice Hall que es redirigeixen a la pàgina d'inici de Savvas Learning i les marques comercials de Prentice Hall es van transferir a Savvas Learning Company.

## Títols destacats
Prentice Hall és l'editor de Magruder's American Government, així com Biology de Ken Miller i Joe Levine, i Sociology and Society: The Basics de John Macionis. La seva sèrie d'intel·ligència artificial inclou Artificial Intelligence: A Modern Approach de Stuart J. Russell i Peter Norvig i ANSI Common Lisp de Paul Graham. També van publicar el conegut llibre de programació informàtica The C Programming Language de Brian Kernighan i Dennis Ritchie i Operating Systems: Design and Implementation d'Andrew S. Tanenbaum. Winthrop Publishers, una filial de Prentice Hall amb seu a Cambridge, Massachusetts, va publicar una sèrie de llibres sobre programació començant a mitjans dels anys 70 que va ser editat per Richard W. Conway. Altres títols inclouen Big Pig de Dennis Nolan (1976), Monster Bubbles: A Counting Book (1976), Alphabrutes (1977), Wizard McBean and his Flying Machine (1977), Witch Bazooza (1979), Llama Beans (1979, amb l'autor Charles). Keller) i The Joy of Chickens (1981).